# Michel Rasmussen
Michel Ademir Rasmussen Grados (Lima, Perú, 14 de agosto de 1999) es un futbolista peruano. Juega como extremo derecho y su equipo actual es Deportivo Binacional de la Liga 2 de Perú, cedido por Foot Ball Club Melgar.

## Biografía
Nació y creció en el distrito de Villa El Salvador en la ciudad de Lima, donde dio sus primeros pasos en el fútbol en las calles de dicho distrito. Tiene ascendencia danesa por parte de su bisabuelo paterno, además es primo del futbolista André Carrillo y sobrino del también futbolista, Flavio Gómez.

## Trayectoria

### Comienzos
En 2012 pasó a ser parte de las divisiones menores del Esther Grande de Bentín, donde fue dirigido por Marco Valencia, hasta el año 2017 donde pasa a las filas del Foot Ball Club Melgar.

### FBC Melgar
En su llegada a Arequipa, tuvo un paso destacado por las menores. En 2018, apareció en dos partidos en el banco de suplentes, aunque no llegaría a debutar. Ese mismo año, llegó a ser sparring de la selección nacional en la Copa del Mundo.
El 17 de febrero de 2019, en la fecha 1 del Torneo Apertura, hizo su debut profesional en el derrota como local por 0-3 ante Deportivo Municipal, alineando como titular y jugando todo el partido. Disputaría dos partidos más por Copa Bicentenario. Aquel año tuvo más participación con el equipo de reservas.
En 2020, disputó diez partidos en todo el año, siendo dos como titular. A su vez, ofreció dos asistencias, siendo la primera en la victoria 2-1 ante Deportivo Municipal, asistiendo a Othoniel Arce, mientras que la segunda fue en la victoria 4-0 ante Sport Huancayo, asistiendo a Irven Ávila.
En 2021, jugó doce partidos, llegando a debutar en Copa Sudamericana, ingresando desde el banquillo en cuatro partidos. En el ámbito local, dio una asistencia en la sexta fecha del Torneo Apertura, en el empate 1-1 ante Binacional. Disputó su último partido en la primera ronda de la Copa Bicentenario, ingresando en la derrota 1-2 ante Carlos A. Mannucci. En el Torneo Clausura no fue convocado para ningún partido.

#### Préstamo a Carlos Stein
Para la temporada 2022 fue prestado a Carlos Stein en búsqueda de continuidad. Disputó veintidós partidos, siendo cinco como titular. El 17 de julio de 2022, en la fecha 2 del Torneo Clausura, consiguió su primer gol como profesional, en el minuto 90+4 para dar el empate 2-2 como locales ante Ayacucho FC. A fin de año perdieron la categoría tras terminar en la última posición.

#### Préstamo a Carlos A. Mannucci
En 2023 volvió a ser prestado, esta vez a Carlos A. Mannucci. Sin embargo, no consiguió tener tanta participación, ya que disputó diez partidos, siendo nueve en el Torneo Apertura y cinco de ellos como titular, sin poder completar ninguno. En el Torneo Clausura solo disputó un partido, siendo en la última fecha, ingresando al minuto 89, en el empate sin goles de visitante ante ADT.

#### Préstamo a Binacional
Sería prestado nuevamente para la temporada 2024, siendo esta su primera experiencia en la Segunda División, incorporándose al recién descendido Deportivo Binacional.

## Selección nacional
Fue parte de la  lista de dieciséis jugadores sub-20 que fueron sparring de la selección peruana en la Copa del Mundo 2018. Fue un convocado recurrente en los microciclos de la selección sub-20, sin embargo no quedó en la lista final para el Campeonato Sudamericano de Fútbol Sub-20 de 2019.

## Estadísticas

### Clubes
| Club | Div.          | Temporada     | Liga  | Liga  | Liga    | Copas nacionales(1) | Copas nacionales(1) | Copas nacionales(1) | Copas internacionales(2) | Copas internacionales(2) | Copas internacionales(2) | Total | Total | Total  |
| Club | Div.          | Temporada     | Part. | Goles | Asist.. | Part.               | Goles               | Asist.              | Part.                    | Goles                    | Asist.                   | Part. | Goles | Asist. |
| --- | ------------- | ------------- | ----- | ----- | ------- | ------------------- | ------------------- | ------------------- | ------------------------ | ------------------------ | ------------------------ | ----- | ----- | ------ |
| F. B. C. Melgar · Perú                                                                                  | 1.ª           | 2018          | 0     | 0     | 0       | —                   | —                   | —                   | 0                        | 0                        | 0                        | 0     | 0     | 0      |
| F. B. C. Melgar · Perú                                                                                  | 1.ª           | 2019          | 1     | 0     | 0       | 2                   | 0                   | 0                   | 0                        | 0                        | 0                        | 3     | 0     | 0      |
| F. B. C. Melgar · Perú                                                                                  | 1.ª           | 2020          | 10    | 0     | 2       | —                   | —                   | —                   | 0                        | 0                        | 0                        | 10    | 0     | 2      |
| F. B. C. Melgar · Perú                                                                                  | 1.ª           | 2021          | 7     | 0     | 1       | 1                   | 0                   | 0                   | 4                        | 0                        | 0                        | 12    | 0     | 1      |
| F. B. C. Melgar · Perú                                                                                  | Total club    | Total club    | 18    | 0     | 3       | 3                   | 0                   | 0                   | 4                        | 0                        | 0                        | 25    | 0     | 3      |
| Carlos Stein · Perú                                                                                     | 1.ª           | 2022          | 22    | 1     | 0       | —                   | —                   | —                   | —                        | —                        | —                        | 22    | 1     | 0      |
| Carlos Stein · Perú                                                                                     | Total club    | Total club    | 22    | 1     | 0       | 0                   | 0                   | 0                   | 0                        | 0                        | 0                        | 22    | 1     | 0      |
| Carlos A. Mannucci · Perú                                                                               | 1.ª           | 2023          | 10    | 0     | 0       | —                   | —                   | —                   | —                        | —                        | —                        | 10    | 0     | 0      |
| Carlos A. Mannucci · Perú                                                                               | Total club    | Total club    | 10    | 0     | 0       | 0                   | 0                   | 0                   | 0                        | 0                        | 0                        | 10    | 0     | 0      |
| Deportivo Binacional · Perú                                                                             | 2.ª           | 2024          | 0     | 0     | 0       | —                   | —                   | —                   | —                        | —                        | —                        | 0     | 0     | 0      |
| Deportivo Binacional · Perú                                                                             | Total club    | Total club    | 0     | 0     | 0       | 0                   | 0                   | 0                   | 0                        | 0                        | 0                        | 0     | 0     | 0      |
| Total carrera                                                                                           | Total carrera | Total carrera | 50    | 1     | 3       | 3                   | 0                   | 0                   | 4                        | 0                        | 0                        | 57    | 1     | 3      |
| (1)Incluye datos de la Copa Bicentenario (2019, 2021). (2)Incluye datos de la Copa Sudamericana (2021). |               |               |       |       |         |                     |                     |                     |                          |                          |                          |       |       |        |